# Karla Luna
Karla Fabiola Luna Martínez (Villa Hidalgo, Tamaulipas, 25 de septiembre de 1979-Monterrey, Nuevo León, 28 de septiembre de 2017) fue una actriz, comediante y presentadora de televisión mexicana. Es recordada por haber sido parte del dúo cómico de «Las Lavanderas», en el cual actuó junto a Karla Panini.

## Biografía y carrera

### Las Lavanderas
Ganó fama en 2012 en el programa de televisión por cable del canal Telehit Las Lavanderas, donde hacía comedia y contaba chistes al lado de Karla Panini. Fue en noviembre de 2014 cuando este dúo de comediantes terminó su amistad y el programa, debido a un conflicto de interés amoroso entre ambas.
Después de ser novios durante seis años, el 23 de junio de 2012, Luna contrajo matrimonio con un hombre llamado Américo Garza, junto a quien procreó a dos hijas. En noviembre de 2013, se divorciaron. Después de que se diera a conocer el romance y posterior compromiso de Garza y Panini, esta última ha sido llamada como «la mujer más odiada de México» por haber traicionado a quien fuera su mejor amiga mientras está última luchaba contra el cáncer.

## Enfermedad y muerte
El fallecimiento de la artista impactó, debido a que en los últimos meses se reportó una mejoría en su estado de salud; sin embargo, el 28 de septiembre de 2017, tres días después de su cumpleaños número 38, falleció a causa del cáncer que padecía desde 2012.

## Filmografía
- El show de Lagrimita y Costel (2013-2014) (Estrella TV) .... (Como Las Lavanderas)
- Las Lavanderas (2010-2013) (Telehit)
- Soy tu dueña (2010)
- La rosa de Guadalupe (2008) .... Sarita
- Código postal (2006) .... Ella misma
- El Club (Televisa Monterrey) (2006-2010) .... Ella misma (También con participaciones de Las Lavanderas)
- Gente Regia (Televisa Monterrey) (2006-2010) .... Ella misma
- Las Noticias (Televisa Monterrey) (2006-2008) .... Ella misma (Chica del clima)